# Abdusalam Gadisov
Abdusalam Mamatjanovich Gadisov –en ruso, Абдусалам Маматханович Гадисов– (Majachkalá, 26 de marzo de 1989) es un deportista ruso de origen ávaro que compite en lucha libre. Ganó dos medallas en el Campeonato Mundial de Lucha, oro en 2014 y plata en 2015, y dos medallas de oro en el Campeonato Europeo de Lucha ,en los años 2012 y 2014.
En los Juegos Europeos de Bakú 2015 obtuvo la medalla de bronce en la categoría de 97 kg.

## Palmarés internacional
| Campeonato Mundial | Campeonato Mundial         | Campeonato Mundial | Campeonato Mundial |
| Año                | Lugar                      | Medalla            | Categoría          |
| ------------------ | -------------------------- | ------------------ | ------------------ |
| 2014               | Taskent (Uzbekistán)       | Medalla de oro     | 97 kg              |
| 2015               | Las Vegas (Estados Unidos) | Medalla de plata   | 97 kg              |
| Juegos Europeos    |                            |                    |                    |
| Año                | Lugar                      | Medalla            | Categoría          |
| 2015               | Bakú (Azerbaiyán)          | Medalla de bronce  | 97 kg              |
| Campeonato Europeo |                            |                    |                    |
| Año                | Lugar                      | Medalla            | Categoría          |
| 2012               | Belgrado (Serbia)          | Medalla de oro     | 96 kg              |
| 2014               | Vantaa (Finlandia)         | Medalla de oro     | 97 kg              |